# Тшане (аэропорт)
Аэропорт Тшане (ИКАО: FBTE) находится вблизи Тшане, Ботсвана.

## Характеристики
Аэропорт находится на высоте 3700 футов (1128 м) над среднем уровнем моря.
У него есть одна взлётно-посадочная полоса номер 08/26 с грунтовым покрытием (дно озера) длиной 1000 м.